# Стефано Казираги
Стефано Казираги (итал. Stefano Casiraghi; Комо, 8. септембар 1960 — Монако, 3. октобар 1990) је био италијански бизнисмен, спортиста и други супруг принцезе Каролине од Монака, од 29. децембра 1983. до своје смрти 3. октобра 1990.

## Порекло и детињство
Казираги је рођен 8. октобра 1960. у Комоу, у Ломбардији. Син богатог бизнисмена Ђанкарла Казирагија и његове супруге Фернанде, Казираги је одрастао у Фино Морнаску, у близини Комоа. Имао је два брата, Марка и Данијелеа, и сестру Росалбу. Још као младић је почео да се занима за екстремне спортове, поготово за вожњу глисера. Иако је његов отац сам стекао своје богатство, претпоставља се да су Казирагијеви имали ниже аристократско порекло. И поред своје стидљивости, Казираги је био врло омиљен и популаран у друштву, поготово међу девојкама.

## Каријера
Казираги је студирао на Универзитету Бокони у Милану, али је одустао од студија како би се прикључио оцу и брату Марку у вођењу породичних послова. Сам себе је једном приликом описао као „рођеног бизнисмена који је знао како се прави новац“. Поседовао је некретнине и инвестиције у северној Африци, на Блиском истоку, у Риму, Милану, Паризу и Њујорку. Верује се чак да је поседовао и акције у компанији Фијат.
Казираги се такође професионално бавио спортом, вожњом моторних чамаца. 1984. је поставио рекорд у тој дисциплини, возећи 172 километара на час на језеру Комо, а 1989. је постао светски шампион. Током живота је тврдио да „постоје много опаснији спортови и како би човек требало да живи свој живот пуном плућима“.

## Брак и породица
Казираги је 29. децембра 1983. оженио три године старију принцезу Каролину од Монака, кћерку кнеза Ренија III од Монака и тада већ покојне Грејс Кели. Каролина је претходно била две године у браку са француским банкаром Филипом Жиноом и римокатоличка црква је одбијала да јој призна развод све до 1992. године. Зато су се Казираги и Каролина венчали само грађански, а њихова деца нису могла бити крштена све до 1993. године. Иако се, након Казирагијеве смрти, Каролина 1999. удала за Ернста Аугуста од Хановера, Казирагија и данас називају „љубављу њеног живота“.
Казираги и Каролина су добили троје деце. Њихов први син Андреа Алберт Пјер родио се 8. јуна 1984, само неколико месеци након венчања својих родитеља, а име је добио по пријатељу из детињства свог оца. Кћерка Шарлота Мари Помелин, рођена 3. августа 1986, и син Пјер Реније Стефано, рођен 5. септембра 1987, добили су имена по прабаби и прадеди са мајчине стране. Андреа, Пјер и Шарлота су други, трећи и четврта у линији наследства на престо Монака, одмах иза Каролине. Сво троје се баве хуманитарним радом, и често бивају проглашавани најлепшим члановима краљевских породица у анкетама многобројних часописа широм света. Казирагијеви су важили за узорну породицу.

### Родитељи
| име               | слика | датум рођења | датум смрти |
| ----------------- | ----- | ------------ | ----------- |
| Ђанкарло Казираги |       |              | 1998.       |
| Фернанда Бифи     |       |              |             |

### Супружник
| име                | слика | датум рођења     |
| ------------------ | ----- | ---------------- |
| Каролина од Монака |       | 23. јануар 1957. |

### Деца
| име              | слика | датум рођења       | супружник             |
| ---------------- | ----- | ------------------ | --------------------- |
| Андреа Казираги  |       | 8. јун 1984.       | Татјана Санто Доминго |
| Шарлота Казираги |       | 3. август 1986.    | није удата            |
| Пјер Казираги    |       | 5. септембар 1987. | није ожењен           |

## Смрт
Стефано Казираги погинуо је 3. октобра 1990. у близини обале Монака, покушавајући да одбрани титулу светског шампиона у вожњи моторних чамаца. Имао је тридесет година и планирао је да се повуче из професионалног такмичења након те трке. Само недељу дана раније, за мало је избегао смрт у трци у близини Гернзија. Током трке, Казираги је изгубио контролу над чамцем, и он се преврнуо. Његов копилот Патриће Иноћенти је преживео са мањим повредама. Сахрањен је неколико дана касније у Капели мира у Монаку.